# Убийство по приказу
«Убийство по приказу» (англ. Murder By Decree) — канадский кинофильм о Шерлоке Холмсе, в котором знаменитый сыщик распутывает загадочное дело Джека-потрошителя.

## Сюжет
Шерлока Холмса и доктора Ватсона просят поймать Джека-потрошителя. Однако их расследованию почему-то начинает препятствовать полиция. Шаг за шагом Шерлок Холмс выходит на убийцу, который оказывается одним из самых богатых и влиятельных людей Англии.
В фильме интерпретируется, в том числе, происшедшее в действительности событие, связанное с появлением странной надписи на стене дома в лондонском районе Уайтчепел.

## В ролях
| Актёр             | Роль                     |
| ----------------- | ------------------------ |
| Джеймс Мэйсон     | доктор Ватсон            |
| Кристофер Пламмер | Шерлок Холмс             |
| Дональд Сазерленд | Роберт Лиз               |
| Дэвид Хеммингс    | инспектор Фоксборо       |
| Сьюзан Кларк      | Мэри Келли               |
| Энтони Куэйл      | сэр Чарльз Уоррен        |
| Джон Гилгуд       | премьер-министр Солсбери |
| Фрэнк Финлей      | инспектор Лестрейд       |

## Идея
Образ Холмса в исполнении Кристофера Пламмера представляет собой конгломерат, составленный из различных версий Холмса, начиная от версии времен Бэзила Рэтбоуна и заканчивая примером эстета с оттенком человечности и эмоционального сопереживания. Джеймс Мэйсон в роли доктора Уотсона также отходит от предыдущих воплощений. Хотя на первый взгляд он и напоминают неуклюжего Найджела Брюса, он вскоре показывает свой ум и научно-медицинскую подготовку, что делает его более ценным помощником Холмса в этой оригинальной истории. Этот тандем подкреплён блестящим актёрским составом — Дональд Сазерленд, Сьюзан Кларк, Джон Гилгуд, Энтони Куэйл, Дэвид Хеммингс и Женевьев Буджолд. Фрэнк Финлей уже исполнял роль инспектора Лестрейда в аналогичном фильме 1965 года (Шерлок Холмс: Этюд в кошмарных тонах), где роль второго плана тоже играл Куэйл. Пламмер также ранее изображал Холмса в 1977 году (короткометражный телефильм «Серебряный» по одноименному рассказу Конан Дойла).

## Реакция критики
Фильм был номинирован на 8 Genie Awards в 1980 году, из которых он выиграл 5, в том числе за лучшее достижение в жанре (Боб Кларк), лучшее исполнение женской роли и роль второго плана (Женевьев Буджолд) и лучшую работу актёра в главной роли (Кристофер Пламмер).
Винсент Кэнби в Нью-Йорк Таймс в феврале 1979 года дал фильму положительный отзыв: «Фильм режиссёра Боба Кларка по сценарию Джона Хопкинса не только использует оригинальную теорию, что Джек-потрошитель был напрямую связан с герцогом Кларенсом, внуком королевы Виктории, но также показывает Шерлока Холмса и доктора Ватсона видными общественными деятелями, по крайней мере, известными за пределами произведений Артура Конан Дойла».
Критикой была высоко оценена игра Пламмера, также похвальные отзывы достались Мейсону и Хопкинсу, которому удалось создать порой забавный и при этом сосредоточенный на истории сценарий. В фильме критики также отмечали как интерес авторов к реальным фактам (пожалуй, больший, чем в детективах Конан Дойла), так и внимание к оригинальным персонажам со всеми их характерными особенностями.